# Карнс, Райан
Райан Грегг Карнс (англ. Ryan Gregg Carnes; род. 1982, Питсфилд) — американский актёр, известный благодаря роли Лукаса Джонса в мыльной опере «Главный госпиталь» (2004—2005, 2014—2020).

## Биография
Райан Карнс родился 6 декабря 1982 года в Питсфилде, штат Иллинойс. 
С 2004 года Карнс сыграл около 50 ролей в кино и на телевидении. Наибольшую известность ему принесли роли Лукаса Джонса в мыльной опере «Главный госпиталь» и Джастина, бойфренда Эндрю Ван де Кампа в «Отчаянных домохозяйках». Также он появлялся в эпизодах сериалов «Ищейка», «C.S.I.: Место преступления Нью-Йорк», «C.S.I.: Место преступления Майами», «Доктор Кто» и других.

## Фильмография
| Год       |   | Русское название                    | Оригинальное название  | Роль                               |
| --------- | - | ----------------------------------- | ---------------------- | ---------------------------------- |
| 2004      | ф | Угрызения                           | Eating Out             | Марк Эверхард                      |
| 2004—2020 | с | Главный госпиталь                   | General Hospital       | Лукас Джонс                        |
| 2005      | ф | Кровное родство                     | Thicker Than Water     | Тим Маркус                         |
| 2005      | с | Ищейка                              | The Closer             | Остин Филипс (1 серия)             |
| 2005      | с | C.S.I.: Место преступления Нью-Йорк | CSI: NY                | Найджел (1 серия)                  |
| 2006      | ф | Великий союз                        | Grand Union            | Рики                               |
| 2004—2006 | с | Отчаянные домохозяйки               | Desperate Housewives   | Джастин (11 серий)                 |
| 2006      | ф | Школа серферов                      | Surf School            | Тайлер                             |
| 2006      | ф | Письма с Иводзимы                   | Letters from Iwo Jima  | Моряк                              |
| 2007      | с | C.S.I.: Место преступления Майами   | CSI: Miami             | Росс Миллер (1 серия)              |
| 2007      | с | Доктор Кто                          | Doctor Who             | Ласло (2 серии)                    |
| 2008      | ф | Кошмары на стоянке трейлеров        | Trailer Park of Terror | Алекс                              |
| 2008      | ф | Покидая Барстоу                     | Leaving Barstow        | Коди                               |
| 2009      | ф | Фантом                              | The Phantom            | 22-й Фантом / Крис Мур / Кит Уокер |
| 2012      | с | Риццоли и Айлс                      | Rizzoli & Isles        | Ден Маккензи                       |